# Biskupi Chicago
Archidiecezja Chicago została utworzona 10 września 1880 z dotychczasowej diecezji chicagowskiej utworzonej w 1843 roku. Ma 2,5 mln wiernych (stan z 2006).

## Biskupi i arcybiskupi Chicago
1. William Quarter (1843–1848)
2. James Oliver Van de Velde SJ (1848–1853)
3. Anthony O’Regan (1853–1858)
4. James Duggan (1859–1880)
5. Patrick Feehan (1880–1902)
6. James Edward Quigley (1903–1915)
7. George Mundelein (1915–1939), kardynał
8. Samuel Stritch (1939–1958), kardynał
9. Albert Meyer (1958–1965), kardynał
10. John Cody (1965–1982), kardynał
11. Joseph Bernardin (1982–1996), kardynał
12. Francis George OMI (1997–2014), kardynał
13. Blase Cupich (od 2014), kardynał

## Biskupi pomocniczy
1. Alexander Joseph McGavick (1863–1948) – 1898–1921, następnie ordynariusz La Crosse (1921–1948)
2. Peter James Muldoon (1862–1927) – 1901–1908, następnie ordynariusz Rockford (1908–1927)
3. Paul Peter Rhode (1871–1945) – 1908–1915, następnie ordynariusz Green Bay (1915–1945)
4. Edward Francis Hoban (1878–1966) – 1921–1928, następnie ordynariusz Rockford (1928–1942) i Cleveland (1945–1966)
5. Bernard James Sheil (1886–1969) – 1928–1969, zmarł
6. William David O’Brien (1878–1962) – 1934–1962, zmarł
7. William Edward Cousins (1902–1988) – 1948–1952, następnie ordynariusz Peorii (1952–1958) i arcybiskup Milwaukee (1958–1977)
8. Raymond Peter Hillinger (1904–1971) – 1956–1971, zmarł
9. Cletus Francis O’Donnell (1917–1992) – 1960–1967, następnie ordynariusz Madison (1967–1992)
10. Aloysius Wycislo (1908–2005) – 1960–1968, następnie ordynariusz Green Bay (1968–1983)
11. Thomas Joseph Grady (1914–2002) – 1967–1974, następnie ordynariusz Orlando (1974–1989)
12. John May (1922–1994) – 1967–1969, następnie ordynariusz Mobile (1969–1980) i arcybiskup St. Louis (1980–1992)
13. William Edward McManus (1914–1997) – 1967–1976, następnie ordynariusz Fort Wayne-South Bend (1976–1985)
14. Alfred Abramowicz (1919–1999) – 1968–1995, emerytowany
15. Michael Ryan Patrick Dempsey (1918–1974) – 1968–1974, zmarł
16. Nevin William Hayes OCarm. (1922–1988) – 1971–1988, zmarł
17. Wilton Gregory (1947-) – 1983–1993, następnie ordynariusz Belleville (1993−2004), arcybiskup Atlanty (2004–2019) i arcybiskup Waszyngtonu (2019-2025)
18. Timothy Lyne (1919–2013) – 1983–1995, emerytowany
19. Plácido Rodríguez CMF (1940-) – 1983–1994, następnie ordynariusz Lubbock (1994–2016)
20. John Vlazny (1937-) – 1983–1987, następnie ordynariusz Winony (1987–1997) i arcybiskup Portland w Oregonie (1997–2013)
21. John Robert Gorman (1925-2025) – 1988–2003, emerytowany, zmarł
22. Thad Jakubowski (1924–2013) – 1988–2003, emerytowany
23. Raymond Goedert (1927-2023) – 1991–2003, emerytowany
24. Edwin Michael Conway (1934–2004) – 1995–2004, zmarł
25. Gerald Kicanas (1941-) – 1995–2001, następnie ordynariusz Tucson (2003–2017)
26. George Murry SJ (1948–2020) – 1995–1998, następnie ordynariusz Saint Thomas (1999–2007) i Youngstown (2007–2020), zmarł
27. John Manz (1945-2023) – 1996–2021, emerytowany
28. Joseph Perry (1948-) – 1998–2023, emerytowany
29. Jerome Listecki (1949-) – 2000–2004, następnie ordynariusz Las Crosse (2004–2009) i arcybiskup Milwaukee (2009-2024)
30. Gustavo Garcia-Siller (1956-) – 2003–2010, następnie arcybiskup San Antonio (2010-)
31. Francis Kane (1942-) – 2003–2018, emerytowany
32. Thomas Paprocki (1952-) – 2003–2010, następnie ordynariusz Springfield w Illinois (2010-)
33. George Rassas (1942-) – 2005–2018, emerytowany
34. Alberto Rojas (1965-) – 2011–2019, następnie ordynariusz San Bernardino (2020-)
35. Andrzej Wypych (1954-) – 2011–2023, emerytowany
36. Mark Bartosic (1961-) – od 2018
37. Robert Casey (1967-) – 2018–2025, następnie arcybiskup Cincinnati (2025-)
38. Ronald Hicks (1967-) – 2018–2020, następnie ordynariusz Joliet (2020-)
39. Jeffrey Grob (1961-) – 2020–2024, następnie arcybiskup Milwaukee (2024-)
40. Kevin Birmingham (1971-2023) – 2020–2023, zmarł
41. Robert Lombardo (1957-) – od 2020
42. Timothy O’Malley (od 2025)
43. Lawrence Sullivan (od 2025)
44. José Maria Garcia Maldonado (od 2025)
45. Robert Fedek (od 2025)
46. John Siemianowski (od 2025)